# Txistu
El txistu (pronunciació en basc: [ˈtʃis̺tu]) és una mena de flauta que es va convertir en un símbol del renaixement popular basc. El nom pot provenir de la paraula basca general ziztu "xiular" amb palatalització de la z (cf. zalaparta > txalaparta). Aquesta pipa de tres forats es pot tocar amb una mà, deixant l'altra lliure per tocar un instrument de percussió.

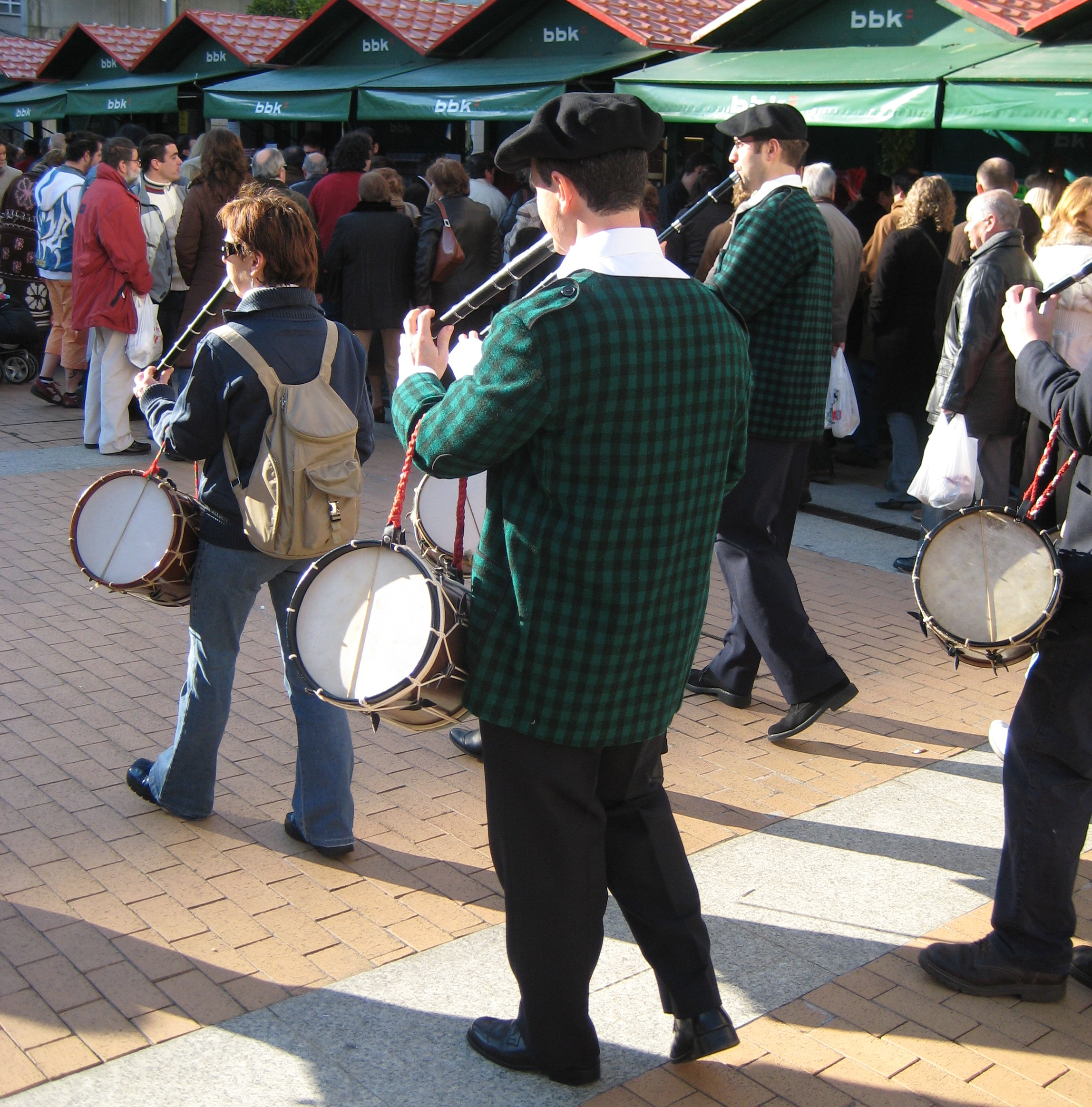
Cercavila d'un conjunt de txistus a Leioa (Biscaia)

L'evidència del txistu esmentat per primera vegada com a tal es remunta al 1864. No obstant això, és evident que s'utilitzava abans, encara que no és fàcil establir quan va començar; de fet, és impossible fer-ho, ja que el txistu és fruit d'una evolució de les flautes verticals molt esteses ja a la Baixa Edat Mitjana, quan els joglars escampats per tota la península Ibèrica portaven instruments que els locals, els nobles primer i la gent comuna després van assumir com a propis i desenvolupar. Al començament, els xisturis (txistularis) eren anomenats en els registres escrits romànics després del timbal (flauta i tamborí es tocaven junts): tambor, tamborí, tamborí, tamborí, tamboril, músic tamboril, tamborilero, tamboriltero. Tanmateix, quan reben el nom de la flauta, s'anomenen en castellà pífano, silbato, silbo, silbo vizcaíno o chilibistero.
Sens dubte, la flauta de tres forats va ser utilitzada per persones de gran part d'Espanya i d'Europa occidental no només al País Basc; més tard apareixen gravacions de noms bascos per a l'instrument: txilibitu, txirula, txirola, txürula, txulula, txilibitulari, txilibistari. Mentre alguns instruments van caure en decadència, des del Renaixement la flauta de tres forats va augmentar el seu perfil i va agafar cada cop més la longitud tal com la coneixem avui (42 cm) al País Basc occidental. En canvi, la (t)xirula, la versió que imperava al País Basc oriental (Sole, Lapurdi i Navarra) es va mantenir de mida més curta. En aquell moment, les flautes de tres forats eren de fusta (malgrat alguns casos de flautes fetes amb os).
Fins al segle xviii, com que el txistu es tocava seguint el patró de flauta i tamborí, no li calia afinació; no obstant això, al segle XVIII el txistu va ser adoptat pel comte de Peñaflorida i el seu renaixement cultural basc de la Il·lustració, i va passar a formar part de les aspiracions basques per a la noblesa, donant com a resultat que més instruments (normalment altres chistus) s'unissin a la parella, de manera que van començar a ser afinat. L'instrument va ser modificat per donar-li un rang de dues octaves, i una versió més gran anomenada en castellà el silbote es va dissenyar per acompanyar composicions polifòniques. Els músics de txistu rural van continuar les seves pròpies tradicions amb el txistu rústic d'elaboració pròpia, mentre que els txistularis urbans van formar escoles per ensenyar el nou instrument sofisticat.
En diferents etapes de la història de la flauta de tres forats es van aplicar canyes i embocadures metàl·liques per a assolir un millor so. Si bé alguns afirmen que està estretament relacionat amb el vincle primerenc dels bascos amb el ferro i la indústria de la forja, altres suggereixen que la incorporació d'aquestes peces va començar a la revolució industrial del segle xix.
Les melodies de txistu més antigues es caracteritzen per un mode mixolidià en sol, que és el mateix que el setè mode del cant gregorià. Les cançons compostes més recentment encara estan en sol major, però en fa natural o sostingut o, més rarament, en do. Hi ha excepcions, però, en les melodies de fa major amb si natural.
L'Associació de Txistularis del País Basc es va constituir l'any 1927 per promoure els txistularis. L'organització ha continuat les seves activitats fins a l'actualitat, llevat d'una interrupció durant el període de l'Espanya franquista.